# Palmarès del Club Patí Voltregà
Il Club Patí Voltregà nella sua storia ha vinto in ambito nazionale due campionati nazionali e cinque Coppe del Re; in ambito internazionale vanta tre Coppe dei Campioni e due Coppe WSE. A questi trofei si aggiunge la finale persa di Coppa dei Campioni 1969-1970, le sconfitte in finale di Coppa delle Coppe (1977-1978, 1978-1979, 1991-1992, 1993-1994) e in Coppa CERS (1999-2000).

## Competizioni ufficiali

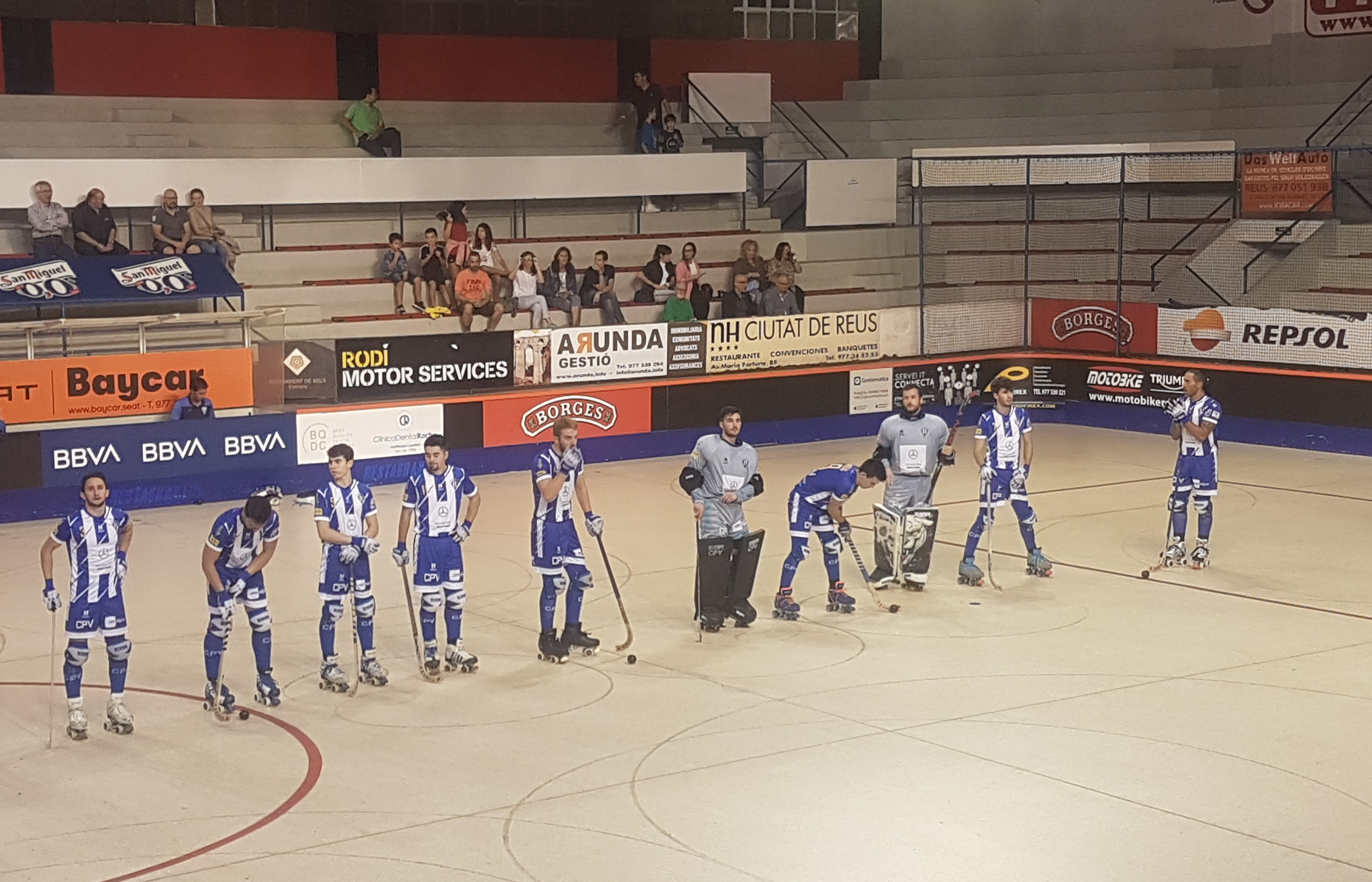
Una formazione del CP Voltregà.

11 trofei

### Competizioni nazionali
7 trofei
- Campionato spagnolo: 2

1974-1975, 1975-1976
- Coppa del Re: 5

1960, 1965, 1969, 1974, 1977

### Competizioni internazionali
5 trofei
- CERH European League: 3

1965-1966, 1974-1975, 1975-1976
- Coppa CERS/WSE: 2

2001-2002, 2022-2023

## Altri piazzamenti

### Competizioni nazionali
- Campionato spagnolo

2º posto: 1973-1974, 1977-1978
3º posto: 1970-1971, 1976-1977
- Coppa del Re

Finale: 1959, 1962, 1963, 1964, 1970, 1975, 1976, 1978, 1991, 1992, 1993, 2000, 2001
Semifinale: 1958, 1961, 1968, 1973, 1983, 2002, 2015
- Supercoppa di Spagna

Finale: 2017

### Competizioni internazionali
- Coppa dei Campioni/Champions League/Eurolega

Finale: 1969-1970
Semifinale: 1966-1967, 1976-1977
- Coppa delle Coppe

Finale: 1977-1978, 1978-1979, 1991-1992, 1993-1994
- Coppa CERS/WSE

Finale: 1999-2000
Semifinale: 1983-1984, 1984-1985, 1987-1988, 1995-1996, 2003-2004, 2017-2018, 2018-2019
- Supercoppa d'Europa/Coppa Continentale

Finale: 2002-2003

## Altre competizioni
- Campionato de Catalunya: 4

1959, 1962, 1963, 1965
- Lliga catalana: 1

1990-1991
- Coppa delle Nazioni: 1

1961